# Waren
Waren är en stad i nordtyska distriktet Mecklenburgische Seenplatte i förbundslandet Mecklenburg-Vorpommern.

## Geografi

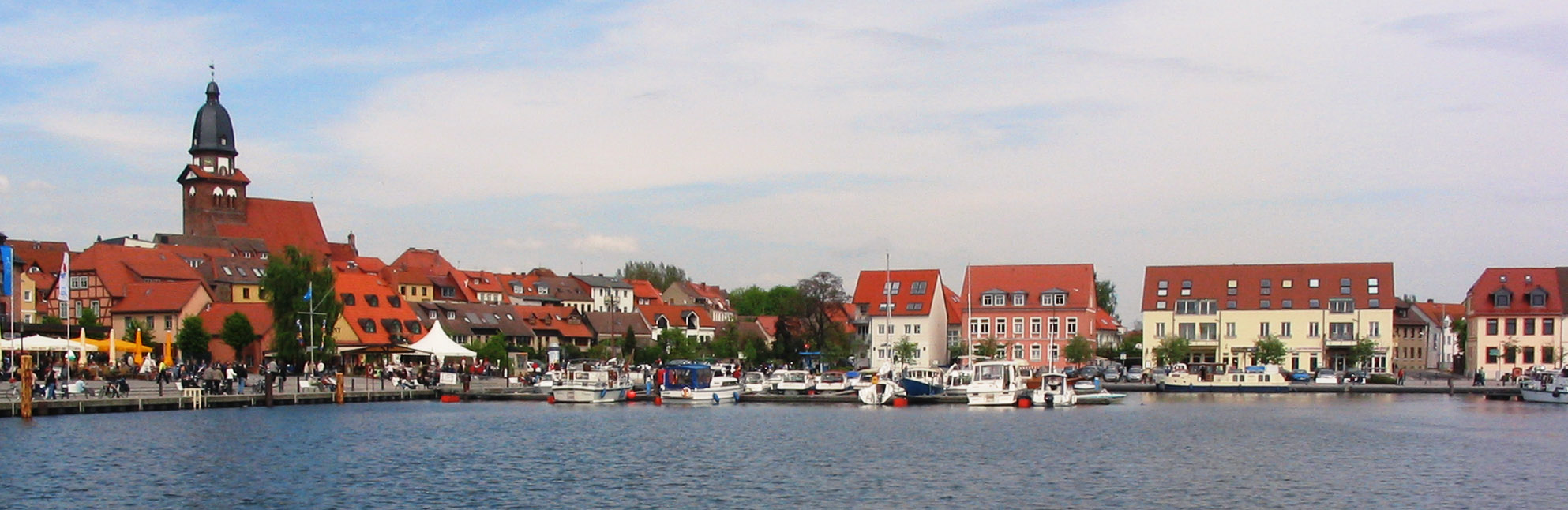
Vy över stadshamnen.

Waren ligger vid Müritz som är den största sjön som med hela sin yta ligger i Tyskland.

## Ortsteile
Waren består av 8 Ortsteile: Warenshof, Alt Falkenhagen, Neu Falkenhagen, Jägerhof, Rügeband, Schwenzin, Eldenholz och Eldenburg.

## Historia
Orten omnämns redan 150 e.Kr. av den grekiska geografen Klaudios Ptolemaios. Samhället uppkom vid en handelsväg till Wismar. Under flera stadsbränder och under det trettioåriga kriget blev staden flera gånger förstörd. År 1806 förekom strider mellan Preussen och Frankrike i stadens närhet. År 1936 skapades metallverkstäder som producerade element för flygplansindustrin och under andra världskriget fanns flera lasarett i staden. Den 1 maj 1945 överlämnades Waren utan strid till Röda armén. Efter kriget kom många personer från Tysklands före detta östregioner till staden. Warens ekonomi drabbades svårt av krigsskadeståndet till Sovjetunionen. Idag är den historiska stadskärnan och flera bostadsområden sanerade.

### Befolkningsutveckling
Befolkningsutveckling i Waren
Källa:,,, 

## Vänorter
Staden Waren har följande vänorter:
- Springe i Tyskland (sedan 1990)
- Schleswig i Tyskland (sedan 1990)
- Rokkasho-Mura i Japan (sedan 1994)
- Magione i Italien (sedan 1997)
- Suwalki i Polen (sedan 1999)
- Gorna Orjachovitsa i Bulgarien (sedan 2002)

## Sevärdheter
- Kyrkan St. Georgen från 1300-talet
- Kyrkan St. Marien från 1200- och 1300-talet
- Müritzeum
- Nationalparken Müritz

## Galleri

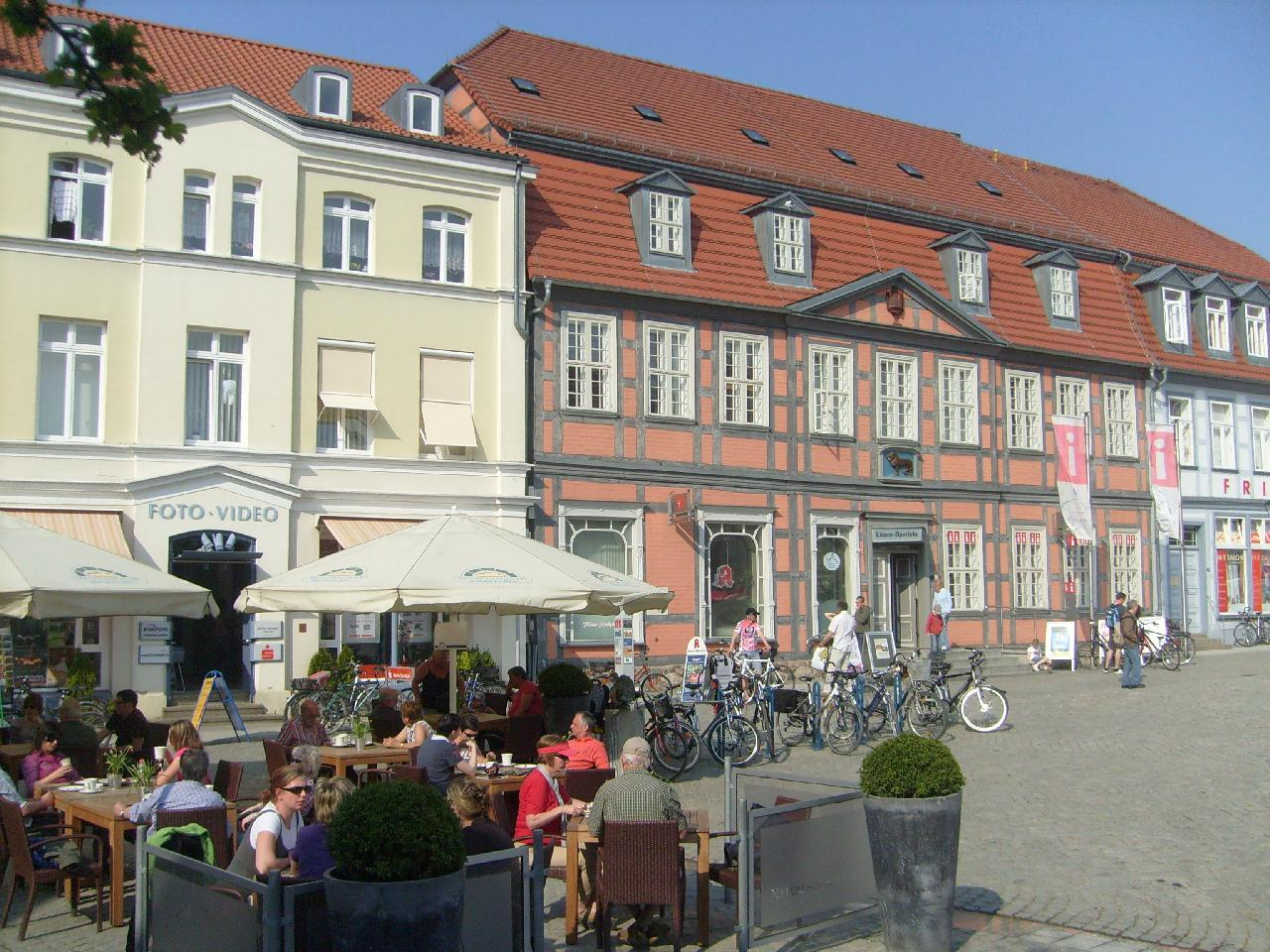
Nya torget i Waren
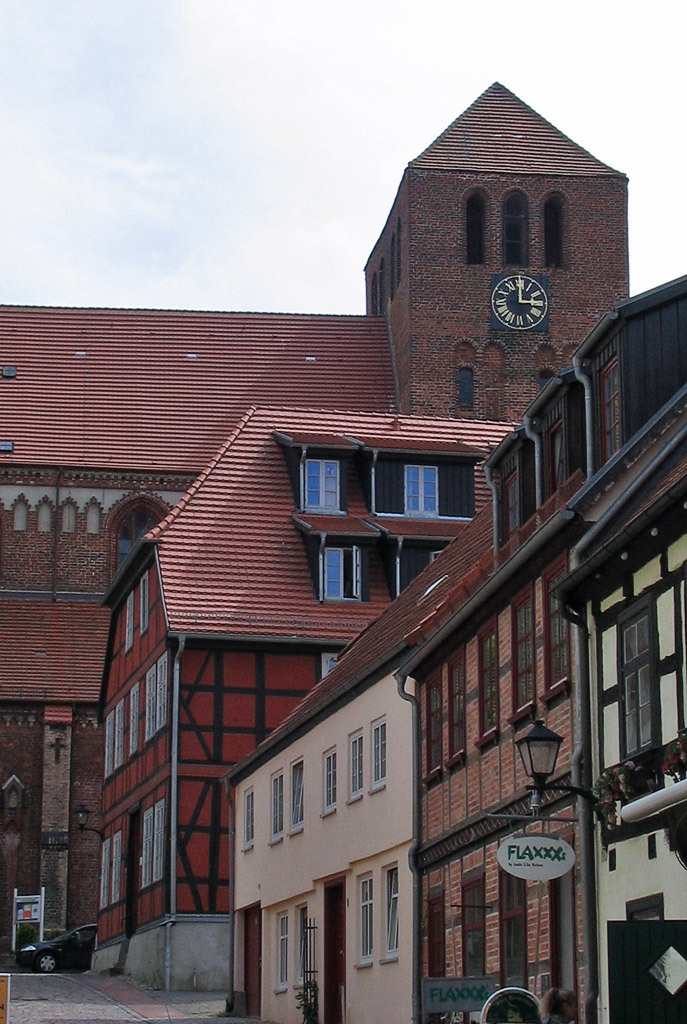
Georgenkyrkan i Waren
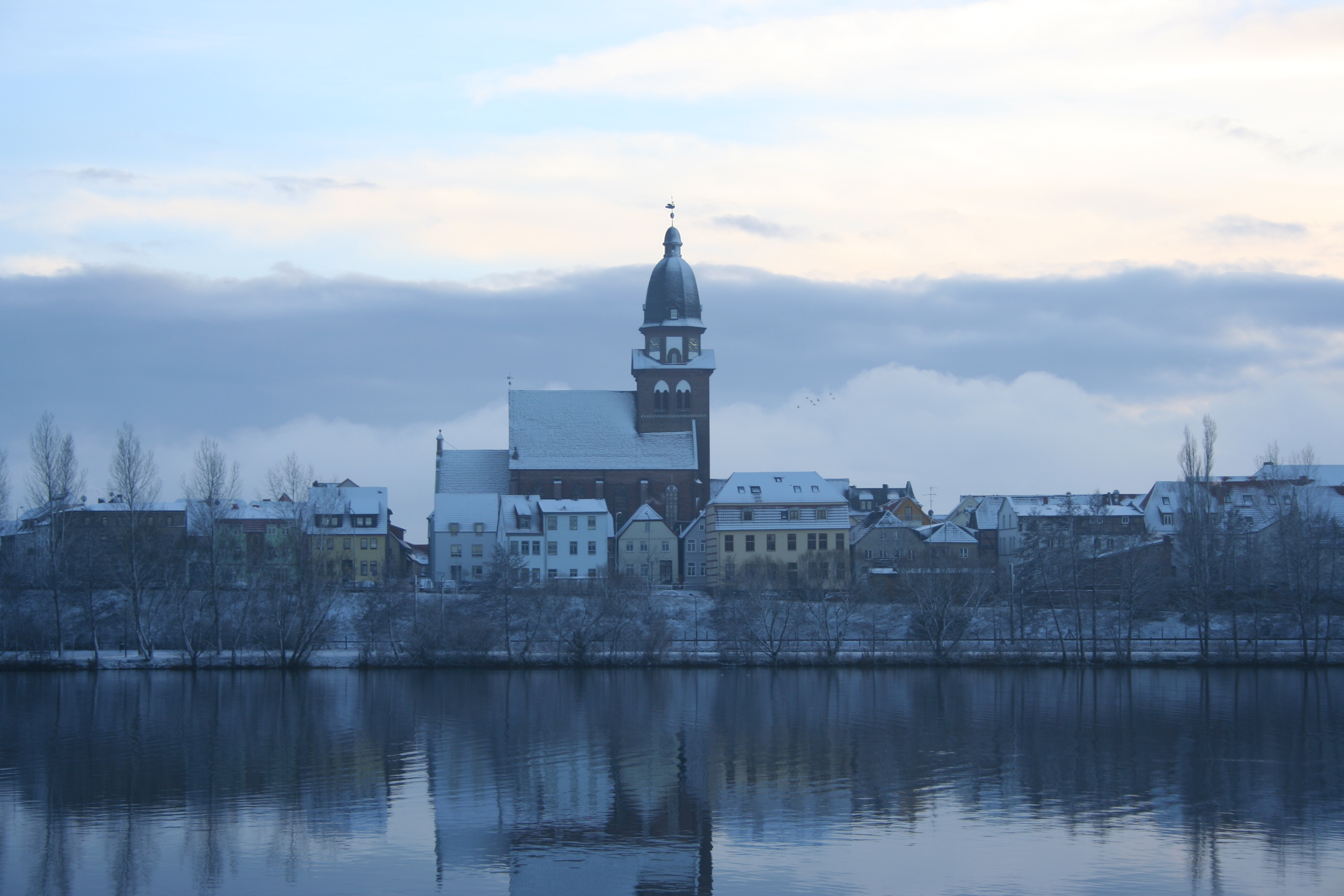
Marienkyrkan i vintern
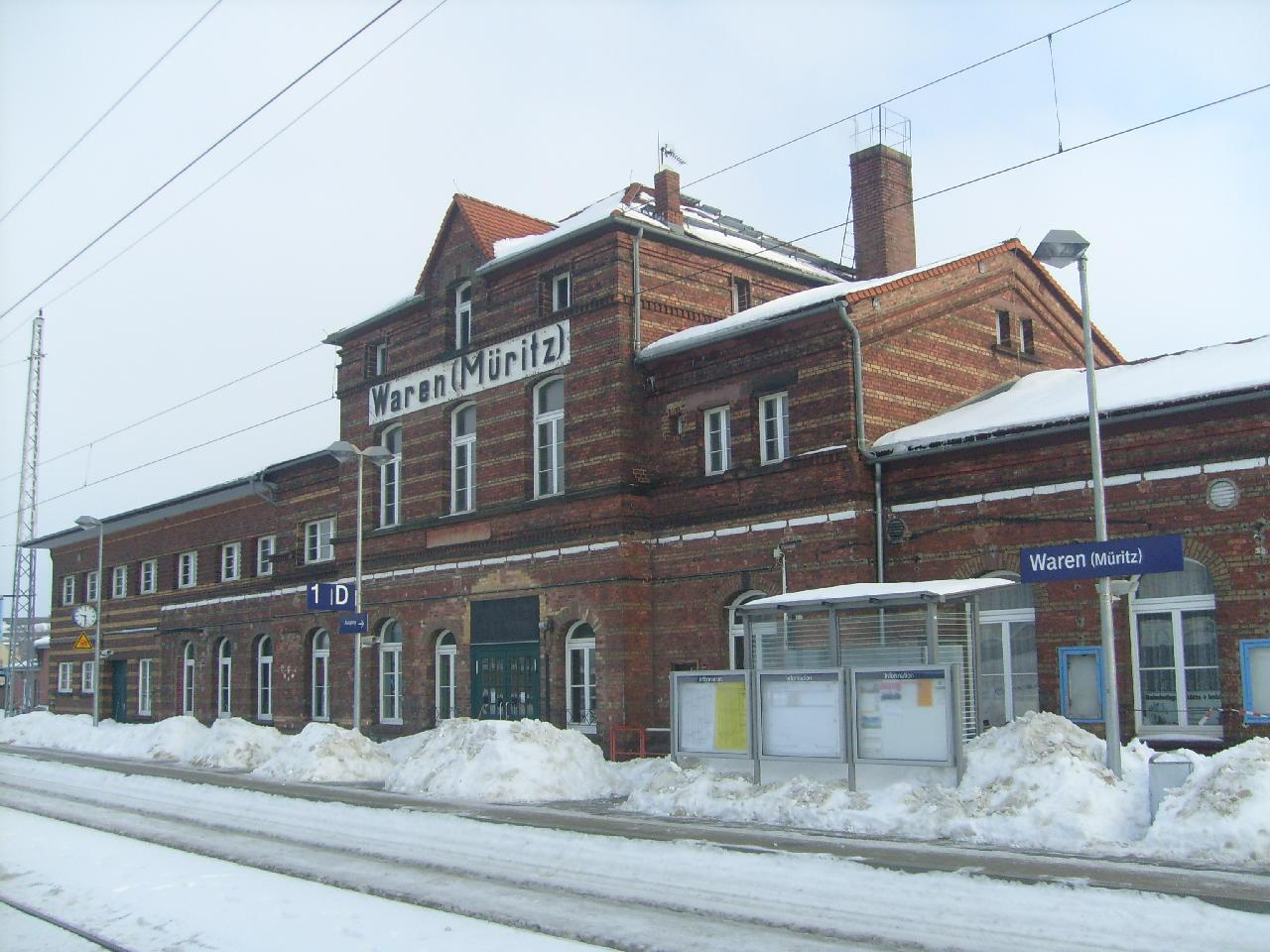
Järnvägsstationen i Waren